# Zuppa di piselli
Con zuppa di piselli si indica una zuppa a base di piselli (generalmente essiccati) di colore verde o giallo a seconda della specie di Pisum sativum utilizzata. 

## Storia
Questo tipo di pietanza è parte della tradizione culinaria di molte culture ed è mangiata fin dall'antichità. Essa è menzionata anche ne Gli uccelli di Aristofane. La ricetta è anche riportata su L'arte de ben cucinare (1662) di Bartolomeo Stefani, noto per essere stato il cuoco dei Gonzaga, così come in un'opera di François Pierre de La Varenne.

## Germania

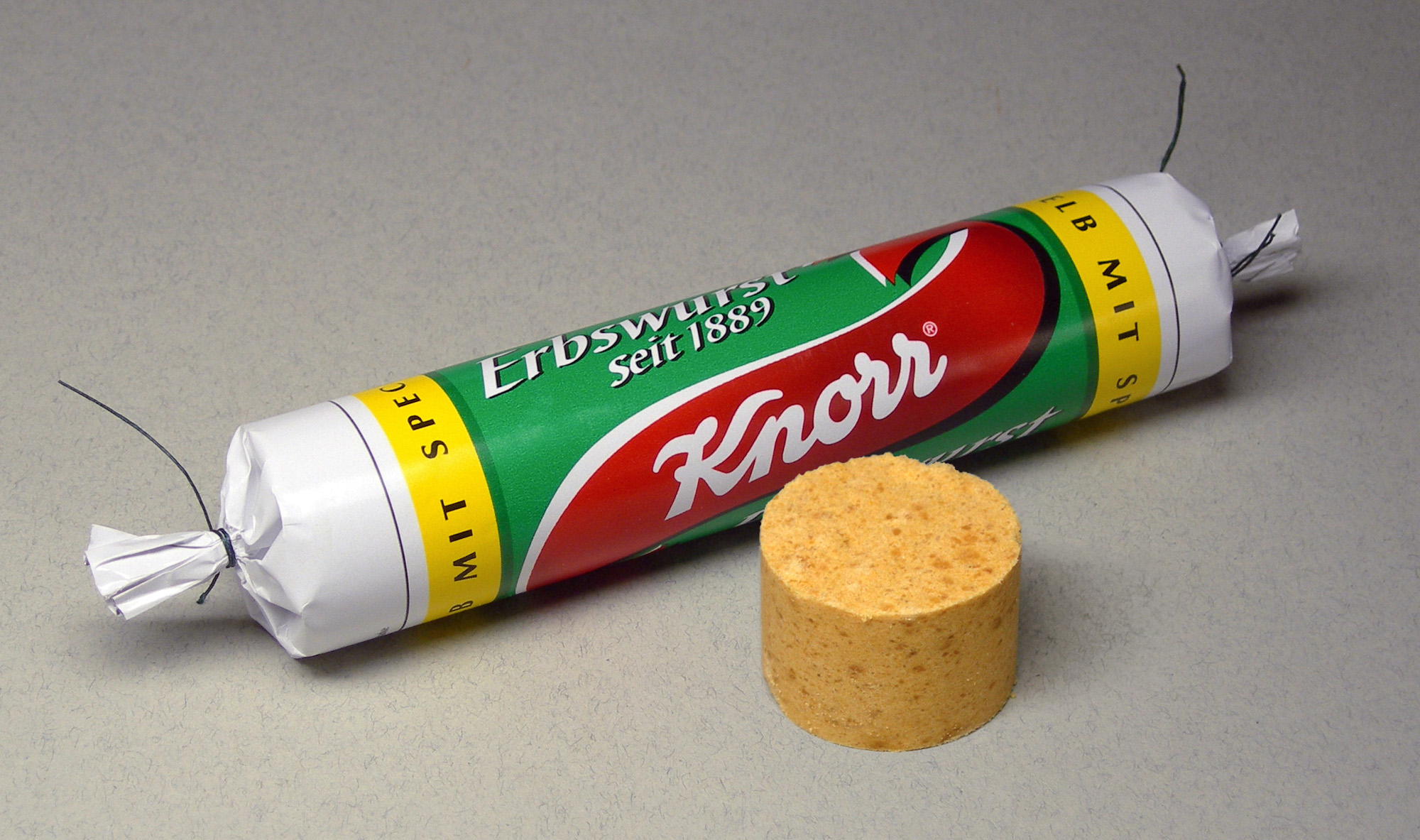
In Germania, la zuppa di piselli istantanea è in produzione da più di un secolo.

La Erbsensuppe è un piatto comune in tutta la Germania. Spesso contiene carne, come pancetta, salsiccia o Kassler (salumi e affumicato) a seconda delle varietà regionali.
Uno dei primissimi cibi in lattina fu la zuppa di piselli, che consisteva principalmente di farina di piselli e di grasso di manzo (Erbswurst). Fu introdotta nel 1867 da Johann Heinrich Gruneberg, che ne vendette il brevetto allo Stato prussiano. Allo scoppio della guerra franco-prussiana, il ministero della guerra, che in precedenza aveva valutato la possibilità di alimentare i soldati esclusivamente tramite zuppa di piselli istantanea e pane, costruì un grande impianto che produsse tra le 4.000 e le 5.000 tonnellate di Erbswurst per l'esercito durante la guerra. Nel 1889, il brevetto fu acquistato dal gruppo Knorr

## Paesi Bassi

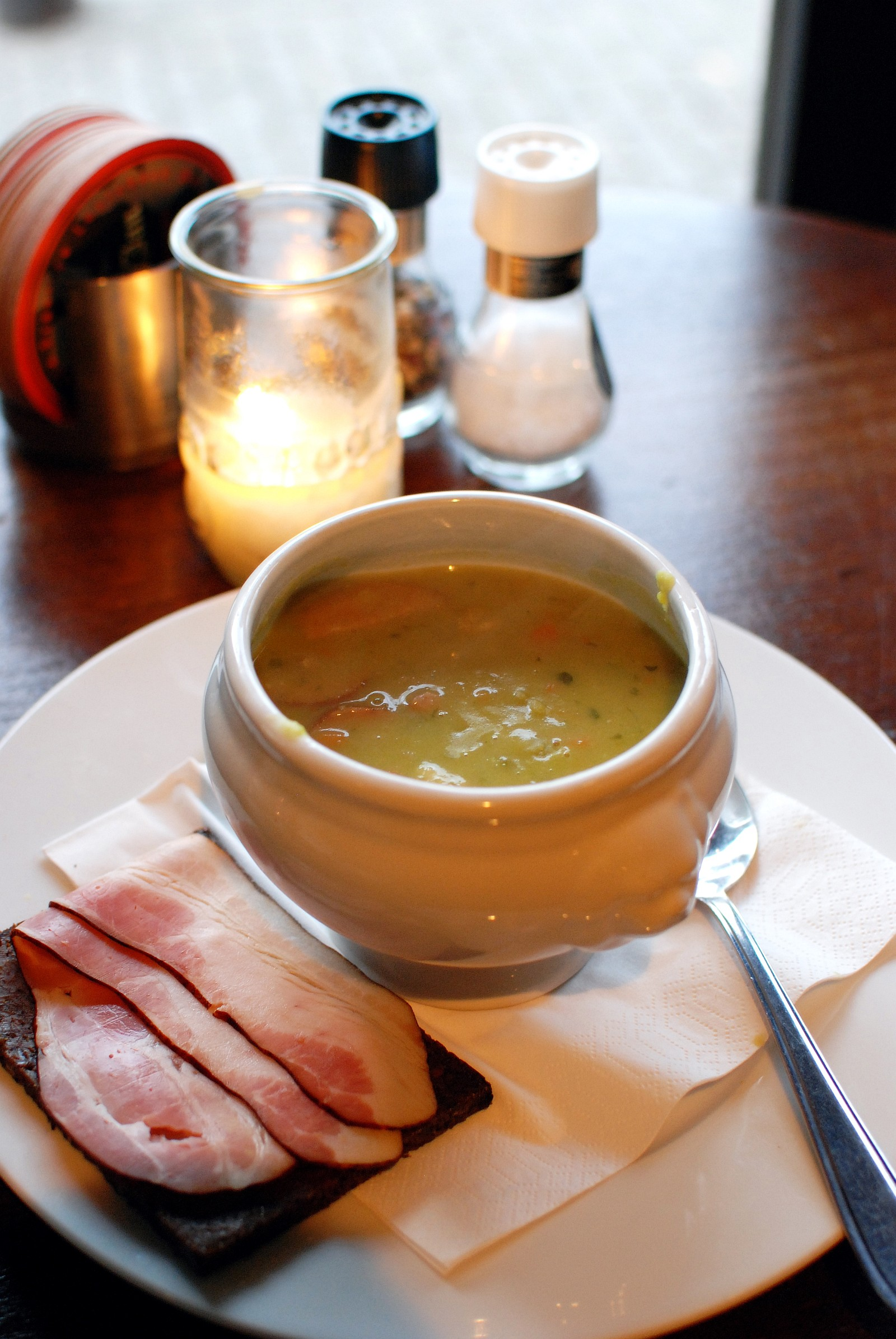
La Erwtensoep.

L'erwtensoep o snert è una zuppa molto densa di piselli secchi, la cui ricetta originale pare risalire al XVII secolo. Contiene patate, porri, aromi (santoreggia o prezzemolo) e vari tagli di maiale (lardo, piedini, cotica, pancetta fresca, bacon, pancetta affumicata) o rookworst (salsiccia affumicata). Si serve in genere con pane di segale: roggebrood e burro.

## Scandinavia

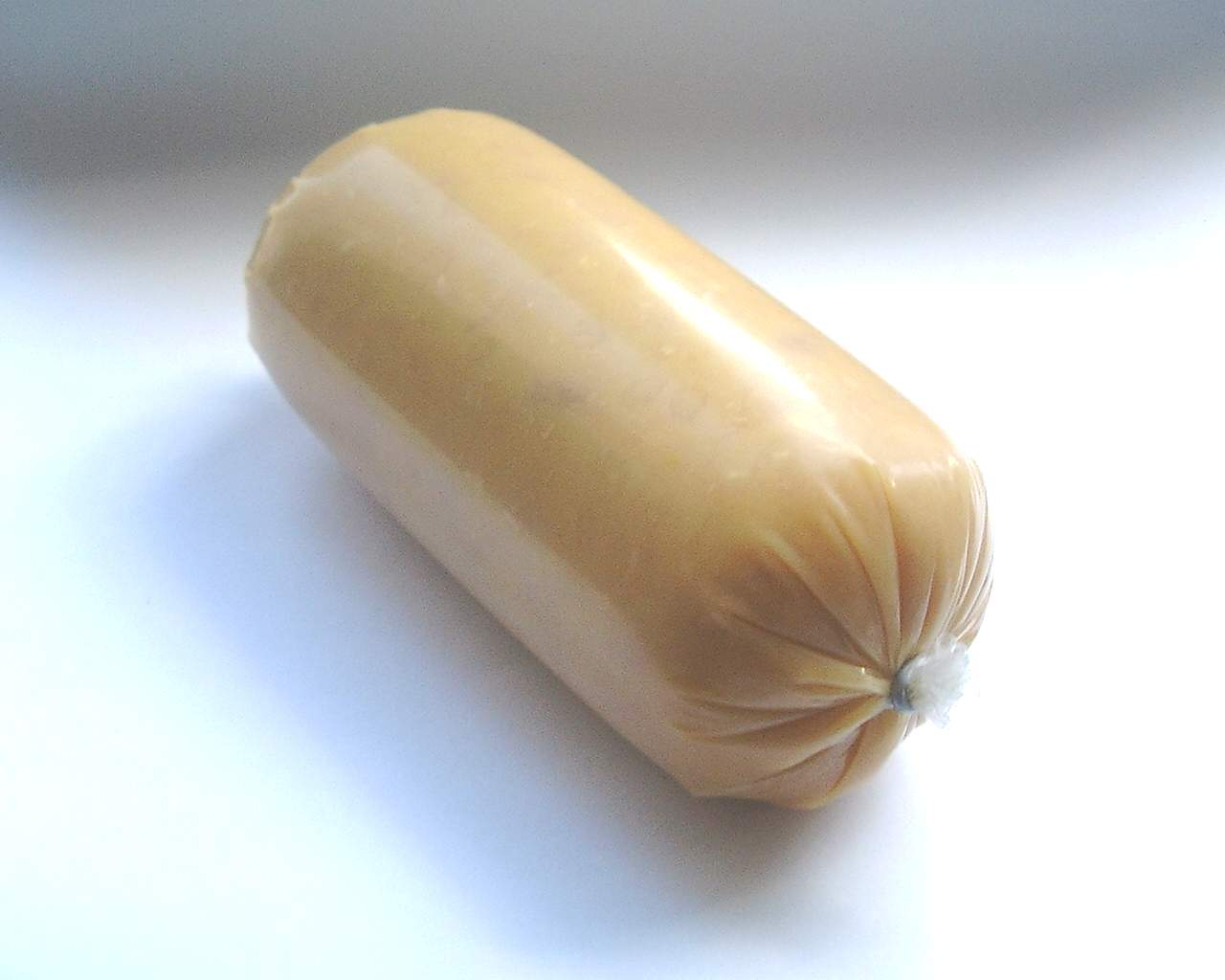
In Svezia, la zuppa di piselli è venduta in involucri di plastica per ragioni ambientali e di peso.

Dal momento che la Finlandia era fino al 1809 parte del Regno di Svezia, i due Paesi condividono molte tradizioni culinarie inclusa quella della zuppa di piselli (svedese ärtsoppa; finlandese hernekeitto ; norvegese ertesuppe; danese gule ærter). In Svezia e Finlandia è tradizionalmente consumata il giovedì, servita con maiale, mostarda (a parte), seguita da pancake di marmellata di fragola o mirtillo per dessert. In Svezia è accompagnata con del liquore punsch caldo. In Finlandia la zuppa è a base di piselli verdi, in Svezia gialli.
La tradizione di servire la zuppa il giovedì con carne, alcolici e dolci  è precedente alla riforma protestante ed è legata alla tradizione del digiuno del venerdì. Si tratta di una tradizione molto sentita nella storia e nella società di questi paesi: il primo ministro svedese Per Albin Hansson (1885–1946) possedeva una cerchia di amici, noti come peralbinerna, che per molti anni furono invitati a casa sua ogni giovedì per mangiare zuppa di piselli, bere punsch e giocare a  bridge, e la zuppa compare nel tradizionale menu del giovedì nelle caserme della Försvarsmakten e del puolustusvoimat (le forze armate). Anche la morte di re Erik XIV secondo la tradizione fu dovuta a una scodella di zuppa avvelenata.